# Abby Phillip
Abigail Daniella Phillip (nascida em 25 de novembro de 1988) é uma jornalista americana que trabalha como correspondente política e âncora nos fins de semana para a CNN . Anteriormente, ela trabalhou para o Washington Post, ABC News e Politico.

## Infância e educação
Phillip, nascida em 1988, é descendente de afro-trinitários . Nasceu na Virgínia filha de June Phillip, atualmente corretora de imóveis, e Carlos Phillip, professor e mais tarde psicólogo educacional. Ela tem cinco irmãos.
Quando ela era criança, sua família se mudou brevemente de volta para Trinidad e Tobago e voltou para os EUA quando ela tinha nove anos. Phillip cresceu em Bowie, Maryland, e frequentou a Bowie High School . Em 2010, ela se formou na Universidade de Harvard com um Bacharelado em Artes, depois de originalmente pretender estudar pré- medicina . Em Harvard, Phillip escreveu para The Harvard Crimson .

## Carreira
Phillip ingressou na CNN em 2017 e cobriu o governo Trump . Antes da CNN, ela trabalhou no The Washington Post, onde suas funções incluíam reportagens sobre política nacional e atribuições gerais. Ela também trabalhou na ABC News, onde foi bolsista da ABC News e repórter digital na cidade de Nova York, e apareceu como convidada no C-SPAN várias vezes. Phillip começou sua carreira jornalística como repórter da Casa Branca e blogueira do Politico, cobrindo questões de financiamento de campanha e lobby. Ela aparece ocasionalmente na Washington Week com Robert Costa na PBS .
Phillip participou da moderação do sétimo debate democrata das primárias presidenciais do Partido Democrata de 2020 na Drake University em 14 de janeiro de 2020. Ela foi criticada pelo que algumas pessoas disseram ser um tratamento injusto de Bernie Sanders na moderação do debate.
Em 2020, ela conseguiu um contrato com a Flatiron Books para The Dream Deferred, um livro que ela está escrevendo sobre a corrida do reverendo Jesse Jackson para se tornar o candidato presidencial democrata de 1988 . A data de lançamento foi anunciada para 2022.
Em 11 de janeiro de 2021, Phillip foi anunciado como a nova âncora, a partir de 24 de janeiro, da edição de fim de semana de Inside Politics, substituindo John King na versão de domingo de manhã do talk show político. (John King continua a hospedar durante a semana.) O programa de fim de semana é chamado Inside Politics Sunday With Abby Phillip.

## Vida pessoal
Phillip mora em Washington, DC, com o marido, Marcus Richardson. Phillip e Richardson se casaram na Larz Anderson House em maio de 2018. O casal anunciou que estava esperando seu primeiro filho em 2021. Ela é um membro honorário da fraternidade Delta Sigma Theta . 